# Марюм
Марюм (нидерл. Marumо файле) — бывшая община на севере Нидерландов, в провинции Гронинген. Население Марюма на 1 января 2007 года составляло 10 061 человек. Площадь общины 64,88 km², из них 64,51 km² земля, 0,37 km² - водной поверхности. 1 января 2019 года Марюм вместе с общинами Гротегаст, Лек и Зёйдхорн были объединены в новую общину Вестерквартир.
Община включает в себя 8 деревень: Бураккер, Йонкерсварт, Люкасволде, Марюм, Ниберт, Нордвейк, Нёйс, Де-Вилп. Административным центром общины является деревня Марюм. Она — крупнейшая по численности населения: там проживает 5 500 человек.